# 북부군집단 (소련)
북부 군집단(러시아어: Северная группа войск, СГВ)은 1945년부터 1993년까지 폴란드 인민공화국에 주둔한 소련군의 편제이다. 이들은 1945년 비스툴라-오데르 공세 이래로 1993년 철수할 때까지 폴란드에 주둔했다. 바르샤바 조약 기구 체제 하에서 폴란드의 동맹군으로 취급되었음에도 불구하고, 대다수의 폴란드인들에게 이들은 사실상 점령군으로 취급받았다.

## 역사

### 폴란드 해방과 종전 직후
바그라티온 작전 이후 소련군은 독일 국방군에게 거대한 공세를 펼치는 과정에서 폴란드에 진입하였다. 2차 세계대전의 마지막 몇 달 동안 병력 300만명, 전차 6,500대,포 42,000문,항공기 7,500대로 구성되는 소련군 4개 전선군, 21개 제병협동군,5개 전차군,5개 항공군, 168개의 보병/기병사단이 폴란드를 거쳐 독일로 진격했다. 1945년 1월 비스툴라-오데르 공세가 시작될 때쯤이면 모든 폴란드의 도시는 소련군에게 해방되었고, 명목상 폴란드의 주권은 회복되었다. 그러나 실제로는 소련이 폴란드 공산주의 괴뢰 정권을 수립하기 위해 폴란드는 소련군과 소련 보안병력이 통제했다.
제2차 세계 대전이 끝나자 소련군의 동유럽 주둔군은 한번 재조직되었다. 1945년 6월 10일 명령 제11097호에 의거하여 폴란드 주둔군은 군관구 체계와 유사한 군집단으로 전환되었다. 이 새로운 편제중 하나인, 300,000-400,000명을 거느린 북부 군집단은 폴란드에 그대로 주둔하게 되었다. 북부군집단의 전신은 브란덴부르크-메클렌부르크에 주둔했다가 이동한 콘스탄틴 로코솝스키 원수 휘하 제2 벨라루스 전선군이었다.
국가 존속에 있어 소련에게 큰 도움을 받던 폴란드 국민해방위원회 정권은 소련군의 폴란드 주둔을 인정하고 당위를 확보하는 협정을 서둘러 체결했다.
초기의 몇 해동안 북부 군집단의 주된 임무는 공산정권이 (폴란드의 반소 저항운동을 진압하고 국토를 통제할) 무장세력을 갖추는 것을 지원하는 것과 전쟁배상으로 독일의 산업시설을 소련 본토로 이송하는 것이었다. 이 작업은 폴란드에 편입된 구 독일영토에서 이뤄졌지만, 경우에 따라 폴란드의 산업시설을 빼앗아 가기도 하였다. 이 자원들은 향후 폴란드를 재건할 귀중한 자원이었기에 폴란드 공산정권과 소련 당국 간 갈등의 원인이 되기도 하였다.

### 냉전
1949년 소련과 동유럽 위성국들은 20년 기한의 우정/협력/상호협조 조약을 체결하였다. 이 조약은 소련군의 동유럽 영내 주둔 인정을 연장했다. 그러나 폴란드 정부는 소련군에 대한 어떠한 통제권한도 가지고 있지 못했다. 폴란드인들의 불만이 고조되던 차에 1956년 포즈난 시위으로 폴란드 해빙이 촉발되자, 결국 소련은 1956년 12월 17일 폴란드 주둔 소련군의 지위협정("일시적으로 폴란드에 주둔중인 소련군의 법적 지위에 관한 협정")을 체결하였다.협정에 따르면, 폴란드에 주둔하는 소련군과 기지는 66,000명으로 제한되고 폴란드 정부의 동의 없이 북부 군집단 병력을 폴란드 정부에 가까이 배치시킬 수 없으며, 소련군 군사기지를 79곳에서 39곳으로 한정했다. 그러나 소련군은 폴란드 정부에게 통지하지 않은 채로 핵무기를 폴란드에 반입했다. 조약은 소련 주둔군의 지위를 '일시적 주둔'으로 규정했지만, 종료 일자나 철수 계획은 일절 논의되지 않았다.1956년까지 폴란드인들에게 소련 북부 군집단은 점령군이나 다름었고,북부 군집단의 '동맹국으로써의 임무'는 폴란드인들에게 그저 프로파간다로 비칠 뿐이었다. 군사 협력은 다음 해에 공식화되었고, 1965년 폴란드-소련 상호우호조약은 변화한 소련의 폴란드 군사정책을 반영했다.
북부 군집단은 두 가지 임무를 띠고 있었다. 하나는 다른 군집단과 함께 바르샤바 조약군의 일원으로써 NATO를 상대하는 것이었다. 다른 하나는 (소련은 부정했지만) 폴란드 인민공화국 정부와 폴란드 인민군의 충성을 반드시 확보해내는 것이었다. 이는 1956년 헝가리 혁명과 바르샤바 조약군의 체코슬로바키아 침공으로 실제로 시행되었던, 불변하는 브레즈네프 독트린의 일부었다. 주동독 소련군과 남부 군집단, 서부 군집단도 비슷한 기능을 하였다.
1989년 폴란드에서 공산정권이 붕괴하고 소련이 붕괴할 조짐이 보이자, 바르샤바 조약은 물론이고 동구권 체계가 완전히 와해된 상황에서 폴란드 정부는 (러시아군으로 바뀐)북부 군집단의 철수를 원했다. 그 당시 북부 군집단은 이미 58,000명으로 감소해 있었다. 그러나 북부군집단의 군사 시설은 여전히 폴란드 영토의 700평방제곱킬로미터에 남아있었다. 1991년 말과 1992년 5월에 새로운 조약이 체결되고 폴란드가 바르샤바 조약에서 탈퇴함에 따라, 소련은 군부대를 1992년에 철수하고 1993년에 지원부대를 완전히 철수시키기로 합의했다. 소련군은 1991년에 폴란드를 떠나기 시작해 1993년 9월 18일 마지막 러시아군이 폴란드 땅을 떠났다. 상징적인 의미에서 폴란드 대통령 레흐 바웬사는 소련의 폴란드 침공일인 9월 17일 떠나가는 러시아군을 배웅했다.

## 편성

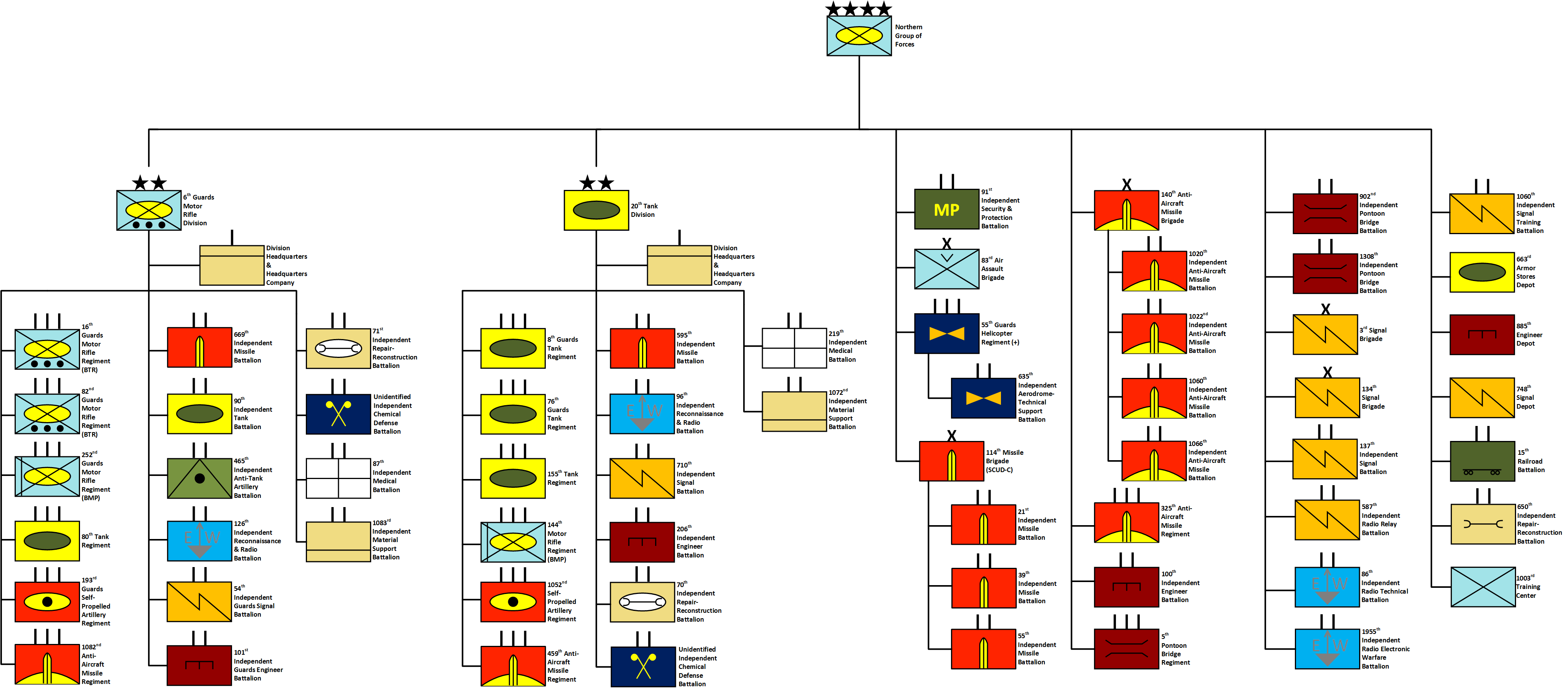
소련 북부 군집단의 체계

- 제20전차사단
  - 제8근위전차연대
  - 제76근위전차연대
  - 제155전차연대
  - 제144차량화소총병연대
  - 제1052자주포연대
  - 제459대공미사일연대
  - 제595독립미사일대대
  - 제96독립정찰통신대대
  - 제710독립신호대대
  - 제206독립공병대대
  - 제70독립수리재건대대
  - 제219독립의료대대
  - 제1072독립물자지원대대
  - 독립화학방어대대
- 제6근위차량화소총병사단
  - 제16근위차량화소총병연대
  - 제82근위차량화소총병연대
  - 제252근위차량화소총병연대
  - 제80전차연대
  - 제193근위자주포연대
  - 제1082대공미사일연대
  - 제669독립미사일대대
  - 제90독립전차대대
  - 제465독립대전차포대대
  - 제126독립정찰통신대대
  - 제54독립근위신호대대
  - 제101독립근위공병대대
  - 제71독립수리재건대대
  - 제87독립의료대대
  - 제1083독립물자지원대대
  - 독립화학대대
- 제91독립보안방어대대
- 제83공중강습여단
- 제55근위헬리콥터연대
- 제114미사일여단
- 제140대공미사일여단
- 제325대공미사일연대
- 제100독립공병대대
- 제5부교가설연대
- 제902독립부교가설대대
- 제1308독립부교가설대대
- 제3신호여단
- 제137신호여단
- 제587독립통신중계대대
- 제86통신기술대대
- 제1955독립통신전자전대대
- 제1060신호훈련대대
- 제663기갑비축보관소
- 제885공병보관소
- 제748통신보관소
- 제15철도대대
- 제650수리재건대대
- 제1003훈련소

### 제4항공군
제4항공군은 북부 군집단의 항공 지원전력으로 350대의 전투임무 군용기를 보유했다.
- 제1레그니차 전투기사단(MiG-29 150대,MiG-23 50대
- 제2레그니차 전투기사단(Su-24 135대)
- 제3레그니차 전투기사단(Su-24 135대)

전투서열 참조

### 장비
1987년 북부 군집단은 50,000명의 전투병력, 700대의 전차, 900대의 병력수송차를 보유하고 100mm 이상 화기 450문, 항공기 350대기의 지원병력을 두고 있었다. 북부 집단군은 T-64로의 세대교체는 이루어 T-54/55가 여전히 육군의 주력을 이루던 폴란드 인민군보다는 훨씬 상황이 나았다. 또한 소련군은 폴란드 영토에 178기를 시작으로 핵무기를 배치했었다. 1980년대 말에는 250기로 늘어났다.

## 대NATO 전쟁시 임무
북부군집단은 다른 군집단들과 마찬가지로 전시에 전선군으로 편제를 전환해 공격에 나설 예정이었지만,주둔 위성국의 항명을 억제하는 역할을 맡기도 했다. 북부 군집단은 제1전략제대, 그 중에 제2작전제대의 임무를 맡으며, 경우에 따라 본토의 부대들로 증강될 수 있었다.

## 같이 보기
- 중부군집단 (소련)
- 남부 군집단
- 서부 군집단
- 주동독 소련군